# Evert Taube (1600-talet)
Evert Taube af Odenkat, Machters och Pallal. Blev 1645 Regementskvartermästare vid Irvings (Kalmar) regemente. Han var överste och chef för Torstenssons dragonregemente samt för Livländska adelsfanan. År 1668 introducerades han som svensk adelsman. Han var även lantråd i Estland år 1672. Han gifte sig 1640 med Elizabeth Catharina Wrangel af Sausis.

## Söner
- Evert Fredrik Taube,född 1648 (Friherrliga ätten af Odenkat)
- Jürgen, född 1649
- Ludvig Johan, född 1650